# Scarabaeus funebris
Scarabaeus funebris är en skalbaggsart som beskrevs av Karl Henrik Boheman 1857. Scarabaeus funebris ingår i släktet Scarabaeus och familjen bladhorningar. Inga underarter finns listade i Catalogue of Life.